# The Miracle
The Miracle är det trettonde studioalbumet av den brittiska rockgruppen Queen, utgivet i Storbritannien 22 maj 1989 och i USA 6 juni samma år. Albumet spelades in på Olympic och Townhouse Studios i London, samt Mountain Studios i Montreux och producerades av Queen och David Richards.
Albumet blev gruppens femte etta på den brittiska albumlistan I USA nådde albumet plats 24 på Billboard 200. Fem singlar gavs ut: I Want It All, Breakthru, The Invisible Man, Scandal och The Miracle. På detta album krediterades samtliga medlemmar för låtskrivandet på alla låtar.
Albumet var gruppens första på 3 år och även det första som bandet inte åkte på turné med. Detta berodde på att Freddie Mercury nu hade blivit riktigt tagen av sin aidsrelaterade sjukdom. Två av de andra medlemmarna i bandet, Brian May och Roger Taylor, fick ständigt frågan om varför de inte åkte på turné. De svarade då att Freddie gärna ville bryta av album-till-turné-rutinen. Freddies doktor var förvånad över att han över huvud taget klarade av att spela in detta album.
Under denna tid var Brian May och Freddie Mercury väldigt påpassade av den engelska kvällspressen. Detta är vad låten "Scandal" handlar om. Spåret "Breakthru" är ett samarbete mellan Mercury och Roger Taylor. Den första biten är en halvfärdig låt som Mercury hade spelat in en demo på. Denna bit fogades samman med Taylors del och blev den helhet som nu kan avlyssnas på albumet.

## Låtlista
Alla låtar är skrivna och komponerade av Queen. 
| Nr  | Titel               | Längd |
| --- | ------------------- | ----- |
| 1.  | Party               | 2:24  |
| 2.  | Kashoggi's Ship     | 2:47  |
| 3.  | The Miracle         | 5:02  |
| 4.  | I Want It All       | 4:40  |
| 5.  | The Invisible Man   | 3:56  |
| 6.  | Breakthru           | 4:07  |
| 7.  | Rain Must Fall      | 4:20  |
| 8.  | Scandal             | 4:42  |
| 9.  | My Baby Does Me     | 3:22  |
| 10. | Was It All Worth It | 5:45  |

## Outgivna/överblivna låtar
- "I Guess We're Falling Out" - En pianoballad som börjar med samma beats som "My Baby Does Me".
- "A New Life Is Born" - Är introt till låten "Breakthru". Skriven av Mercury, när man förväntar sig att "now!" ska komma så fortsätter låten. Låten har samma stuk som exempelvis "Nevermore" och "Lily Of The Valley".
- "Dog With A Bone" - Är en duett mellan Roger Taylor och Freddie Mercury. Sjöngs in som ett meddelande till en Fan Club-träff 1988. Det låter som att de gjorde den här mest för skojs skull.
- "Too Much Love Will Kill You" - Av vissa skäl kunde man inte få med låten på albumet. Mercury hävdade även att den var "Bra, men inte SÅ bra". Den släpptes senare på Made in Heaven i en modifierad version.

## B-sidor
- "Hijack My Heart" - Skriven av trummisen Roger Taylor, som också sjunger denna låt. Den är b-sida till "The Invisible Man".
- "My Life Has Been Saved" - En b-sida (till "Scandal") som sedan gjordes om med keyboard och piano för att passa in på Made in Heaven. Denna version har otydliga vokaler och introt inleds med gitarr.
- "Stealin" - Släpptes som B-sida till singeln "Breakthru". Demon är extra lång, drygt 11 minuter.

## Medverkande
- John Deacon – bas, gitarr, keyboard
- Brian May – gitarr, sång, keyboard
- Freddie Mercury – sång, keyboard
- Roger Taylor – trummor, slagverk, sång, keyboard

## Listplaceringar
| The Miracle       | 4  | 1  | 1  | 1  | -  | -  | 2 | 6  | 24 |
| I Want It All     | 10 | 11 | 8  | 3  | 3  | 2  | 4 | 14 | 50 |
| Breakthru         | 45 | -  | 28 | 7  | 6  | 6  | - | -  | -  |
| The Invisible Man | -  | -  | 30 | 12 | 10 | 6  | - | -  | -  |
| Scandal           | -  | -  | -  | 25 | 14 | 12 | - | -  | -  |
| The Miracle       | -  | -  | -  | 21 | 23 | 16 | - | -  | -  |